# Abadía de Flaran

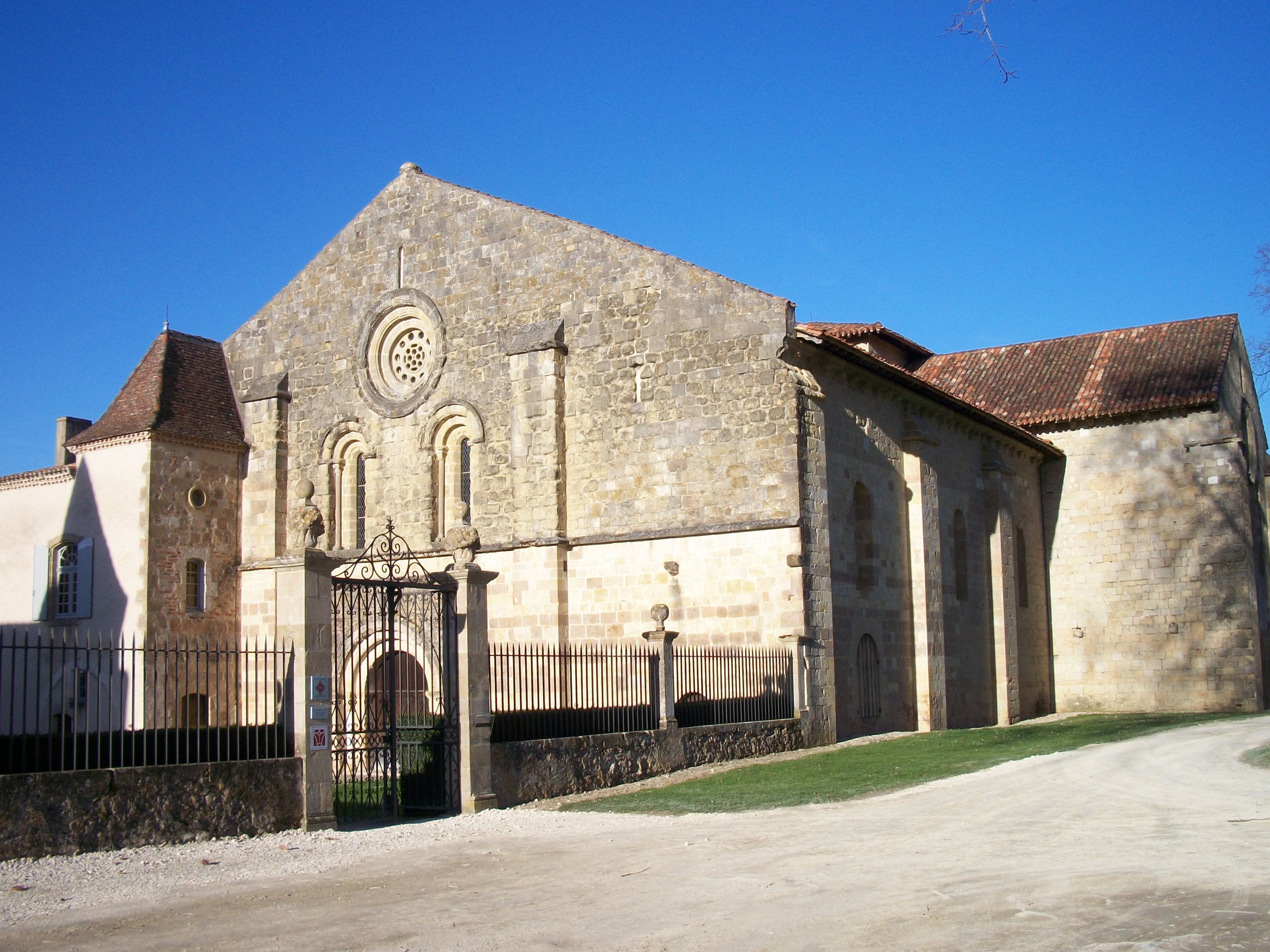
Vista de la entrada de la abadía

La abadía de Flaran (del francés: Abbaye de Flaran) es una antigua abadía cisterciense, filial de la abadía de Escaladieu (Hautes-Pyrénées), que se encuentra ubicada en Valence-sur-Baïse, en el departamento francés del Gers. Fue fundada en el año 1151, en el punto en que confluyen los ríos Auloue y Baïse, entre las poblaciones de Condom y Auch, por monjes procedentes de Borgoña, que construyeron en Gascuña esta joya del románico y del gótico. Se trata igualmente de una de las abadías mejor conservadas de todo el sudoeste de Francia.

## Historia
Aunque la abadía fue fundada en el siglo XII, fue objeto de una completa reestructuración en el siglo XVIII.
La abadía conoció inmediatamente una rápida prosperidad. A mediados del siglo XIII, su abad fundó, de común acuerdo con los condes de Armañac, la bastida de Valence-sur-Baïse, en la cima de una colina, al otro lado del río Baïse.
A despecho de una vida repartida entre la plegaria y el trabajo, de acuerdo con la regla de san Benito, la abadía tuvo que padecer diversas vicisitudes históricas, comenzando por los disturbios correspondientes a la guerra de los Cien Años, que no finalizaron hasta 1481, cuando el condado de Gascuña fue anexionado por Francia.
Incendiada durante las guerras de Religión (fue saqueada en 1569 por los protestantes), la abadía fue nuevamente restaurada por sus abades, pero tras a Revolución francesa fue vendida en tanto que bien nacional.
En 1913, la Sociedad Arqueológica del Gers consiguió evitar que el claustro de la abadía fuese a parar al Museo Metropolitano de Arte de Nueva York, en la sección The Cloisters.
Tras haber sufrido un incendio en 1970, el edificio fue adquirido por el departamento del Gers en 1971, dando inicio de inmediato una intensa campaña de restauración del mismo. Destinado a ser la sede del organismo de conservación del patrimonio departamental, perteneciente al Consejo General del Gers, se desarrollan en el lugar numerosas actividades de tipo cultural.
La abadía cisterciense acoge una exposición permanente sobre el Camino de Santiago, cuya preparación corrió a cargo del abad Loubes.

## Arquitectura
- la iglesia románica, cuya nave principal consta de tres tramos flanqueados por tres naves menores, posee un transepto y una capilla en su ábside, así como absidiolos semicirculares; en el presbiterio de la iglesia, una soberbia venera aparece en un modillón.[1]
- El claustro, gótico del siglo XIV, del que se conserva no obstante una galería románica. Su galería oeste, del siglo XIV, se compone de columnas geminadas con capiteles con motivos vegetales y máscaras.[1] Las otras tres galerías, que fueron destruidas durante la Guerra de los Cien Años, están fechadas en 1485. El piso superior de las galerías oeste y norte acoge pinturas murales del siglo XVIII.
- La sala capitular, del siglo XIV, con nave en con nervaduras en bóveda ojival reposando sobre cuatro columnas de mármol, es una joya del arte cisterciense.[1]
- En la planta superior, el dormitorio de los monjes, en celdas, y la residencia del abad, del siglo XVIII.[1]
- El jardín de plantas aromáticas y medicinales, conocido como Jardin des simples.[1]
- El crismón, de finales del siglo XII, se encuentra muy deteriorado, hasta el punto de que su descripción es casi imposible. Se halla en la clave de una de las arquivoltas de la portada de la fachada oeste del edificio. A su lado se encuentran dos cruces, talladas en las dovelas contiguas.[3]

## Influencias en otros monumentos
La abadía de Flaran irradió sus influencias hacia otros lugares. Puede citarse, por ejemplo, la iglesia parroquial de San Miguel, en la localidad española de Estella, en Navarra.